# فابيو غوميز
فابيو غوميز (بالبرتغالية: Fábio Gomes‏) (6 فبراير 1981 في البرازيل - ) هو لاعب كرة قدم برازيلي في مركز الوسط. لعب مع أتلتيكو غويانيينسي وباوليستا ونادي بالميراس ونادي سبورت ريسيفه ونادي سيارا وماريليا أتلتيكو ‏.

## وصلات خارجية
- فابيو غوميز على موقع قاعدة بيانات كرة القدم.إي يو (الإنجليزية)